# Tapio Kantanen
Tapio Kantanen, född den 31 maj 1949 i Heinola, Finland, är en finländsk friidrottare inom hinderlöpning.
Han tog OS-brons på 3 000 meter hinder vid friidrottstävlingarna 1972 i München.